# Sestiere di Porta Orientale
Il sestiere di Porta Orientale è uno dei sei sestieri in cui era anticamente divisa la città di Milano limitatamente ai confini del moderno centro storico, che è delimitato dalla Cerchia dei Navigli, ovvero dal tracciato delle mura medievali di Milano, di cui la Cerchia costituiva originariamente il fossato difensivo. Prende il nome dall'antica Porta Orientale medievale, che è stata demolita nel 1818.

## Storia
Questo sestiere deriva il nome da Porta Orientale medievale, che a sua volta prende la denominazione dalla precedente Porta Orientale romana. Porta Orientale romana fu costruita durante il periodo repubblicano dell'epoca romana, era ricavata nella cinta delle mura romane di Milano. Venne fatta presumibilmente erigere, insieme alle mura, da Ottaviano dopo l'assunzione di Mediolanum al rango di municipium nell'anno 49 a.C..
Da Porta Orientale dipartiva verso oriente (da cui il nome della porta) l'arteria stradale che, attraverso Bergomum (Bergamo) e Brixia (Brescia), portava a Verona (Verona). 
Con l'estensione della cinta muraria verso nord est, che venne realizzata dopo il 290 su volere dell'imperatore Massimiano in seguito all'elevazione di Mediolanum a capitale dell'Impero romano d'Occidente, Porta Orientale si trovò ad essere compresa all'interno del perimetro della città, visto che il vecchio tratto della cinta mura su cui sorgeva non venne demolito ma fu trasformato in un muro interno di separazione del centro abitato. In sua sostituzione, come nuovo varco cittadino verso la strada che, attraverso Bergomum e Brixia, portava a Verona, fu costruita Porta Argentea. 
Poi in epoca medievale, con la costruzione delle nuove mura cittadine, più esterne rispetto a quelle precedenti, "Porta Orientale" venne spostata, seguendo la direttrice della strada lungo cui sorgeva, più esternamente, lungo il nuovo vallo difensivo. Sorte analoga ebbe Porta Orientale spagnola che venne eretta, analogamente, lungo le mura spagnole di Milano, che sostituirono quelle medievali.
Lo stemma del sestiere di Porta Orientale ha subito, nei secoli, poche variazioni, perlopiù di carattere stilistico e mai sostanziale. Bonvesin de la Riva lo descrive così: 
(Bonvesin de la Riva)
Analogamente Galvano Fiamma, dello stemma del sestiere di Porta Orientale, dà la seguente definizione:
(Galvano Fiamma)
Similmente Bernardino Corio riporta che:
(Bernardino Corio)
I documenti non danno però notizia della posa del leone: questa informazione ci è però fornita dagli stemmi dei sestieri scolpiti sulla loggia degli Osii in piazza Mercanti, che è stata realizzata nel 1316, dove il leone di Porta Orientale è rappresentato in posa rampante. Identica posa è confermata sul disegno riportato all'interno del Codice Cremosano, dove il leone è di colore oro su campo bianco. Per quanto riguarda i colori, i documenti degli scrittori sopracitati, come si può leggere negli stralci delle loro opere, danno un'informazione diversa: un leone nero su campo bianco.
Per quanto riguarda il soggetto, il leone riportato sullo stemma del sestiere di Porta Orientale richiama probabilmente il leone in pietra che è situato sulla sommità della colonna che si trova, ancora oggi, in piazza San Babila.

## Le contrade
Il sestiere di Porta Orientale era a sua volta suddiviso in cinque contrade:
| Contrada                     | Stemma | Blasonatura dello stemma                                                                                             |
| ---------------------------- | ------ | --- |
| Nobile Contrada delle Farine |        | Vessillo di rosso al sacco d'argento aperto, da cui escono tre spighe di frumento alternate con tre foglie di verde  |
| Contrada dell'Agnello        |        | Vessillo d'azzurro all'agnello d'argento fermo al naturale e con la zampa anteriore sostenente lo stendardo crociato |
| Contrada del Verzaro         |        | Vessillo d'argento alla ruota a dieci raggi di rosso                                                                 |
| Contrada della Cerva         |        | Vessillo d'azzurro alla cerva passante e belante d'oro                                                               |
| Contrada di Bagutta          |        | Vessillo d'argento alla maschera di nero                                                                             |